# رموم فارس
رَموم، جمع «رَم»، واژه‌ای که در دوره ساسانی و قرون اولیه اسلامی به ایلات و عشایر گفته می‌شد. نامهایی چون «تنگ رم» (واقع در استان بوشهر، به معنی دره محل استقرار عشایر) یادگار این نام است. بعدها، با ورود طوایف عرب و ترک و مغول به ایران واژه‌هایی چون «طایفه» (عربی)، «عشیره» و جمع آن «عشایر» (عربی)، «ایل» (ترکی- مغولی) جایگزین واژه «رم» شد. واژه «رمه» به معنی گروه گوسفندان نیز از «رم» اخذ شده‌است.

## تاریخ
در دوره ساسانی، و قرون اولیه اسلامی، فارس به پنج ولایت (کوره) و پنج ناحیه عشایرنشین (رم) تقسیم می‌شد.
در این نواحی عشایری، یا «رَموم»، طوایفی می‌زیستند که مورخین قرون اولیه اسلامی از آنان با نام «اکراد پارس» یاد کرده‌اند. در آن دوران واژه «کرد» معنی امروزین را نداشت و همه عشایر و شبانکاره گان «کرد» خوانده می‌شدند.

## رم‌ها
استخری و سایر مؤلفین قرون اولیه اسلامی گزارش می‌دهند که «جوم‌های کردان» در پارس بیش از پانصد هزارخانه بوده‌اند، استخری و ابن‌حوقل (حدود ۳۶۷ ه‍.ق) دقیقاً حدود جغرافیایی این «رموم» را ذکر کرده‌اند. تطبیق داده‌های فوق با جغرافیای طبیعی فارس روشن می‌کند که
- در غرب و شمال غربی فارس، رم جیلویه یا رمیجان قرار داشت. این رم از مشرق به کوره استخر، از مغرب به کوره ارجان، از جنوب به خوزستان، از جنوب شرقی به کوره شاپور و از شمال به اصفهان محدود بود. این ناحیه استان کهگیلویه و بویراحمد کنونی را دربر می‌گیرد.
- در شرق رم جیلویه، رم بازنجان یا رم شهریار قرار داشت، که بخش مهمی از آن از اعمال اصفهان بود و بخشی از اعمال پارس. این رم، نواحی سر حد شش ناحیه و سرحد چهاردانگه امروزین (جنوب آباده تا سمیرم) را شامل می‌شود.
- رم دیوان یا رم حسین صالح، از سمت مشرق به کوره اردشیر خره (فیروآباد کنونی)، و از سه جهت دیگر به کوره شاپورخره (ناحیه کازرون کنونی) محدود می‌شد. با توجه به داده‌های جغرافیای تاریخی، «رم دیوان» در منطقه‌ای بود که امروزه به کوهمره سرخی شهرت دارد.
- رم لوالجان یا رم احمد لیث از سوی جنوب به خلیج فارس و از سه جانب دیگر به کوره اردشیر خره محدود بود. این رم، نواحی کوهنارو (جبل النارویه)، صیمکان، جهرم، قیر و کارزین، جویم و بیدشهر و لارستان الی استان هرمزگان کنونی را در بر می‌گیرد.
- رم کاریان یا رم احمد بن الحسن در شرق وشمال شرقی فارس قرار داشت، از شمال به ایالت کرمان، از شرق به «سیف آل صفار» و دریای فارس، از غرب به رم بازنجان و از جنوب به کوره اردشیر خره محدود می‌شد. این رم نواحی ابرقو تا فسا تا بندرعباس کنونی را شامل می‌شود. با توجه به شواهد بسیار این رم بازمانده قبیله پاسارگادیان در دوره هخامنشیان می‌باشد. بازماندگان این رم باصری‌ها هستند که در همین ناحیه کوچ می‌کنند.

### بازماندگان
از طایفه‌های کردان فارس، که نام آنان در متون قرون اولیه اسلامی درج شده، برخی تاکنون پابرجا هستند. طایفه‌های شش‌گانه سرخی (سهری و سهرکیه مندرج در متون فوق) و مهرکی و بککی، که در منطقه کوهمره سرخی می‌زیند، بازماندگان «رم دیوان» عهد ساسانی‌اند.

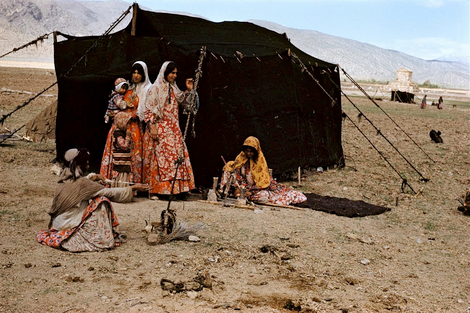
یک خانواده باصری در کنار پاسارگاد

همچنین بازماندگان «رم کاریان» در قرون معاصر، باصری‌ها به‌شمار می‌روند که امروزه در استان فارس به زندگی کوچی خود ادامه می‌دهند. نام باصری معرب شدهٔ واژهٔ پاساری است که به افراد قبیلهٔ پاسارگادیان یکی از قبایل ده‌گانهٔ پارس‌ها در دوران هخامنشیان گفته می‌شد. پاسارگادیان که کورش بزرگ را در ایجاد سلسلهٔ هخامنشیان یاری داده بودند در دوره‌های اشکانیان و ساسانیان به رم کاریان مشهور شدند. آنها به دلیل این که به اردشیر بابکان نیز در تأسیس سلسلهٔ ساسانیان کمک کرده بودند؛ 
این نام در سده‌های آغازین اسلامی نیز کاربرد داشت. و پس از مهاجرت تعدادی از قبایل اعراب به فارس امور حکومتی رم کاریان در اختیار اعراب قرار گرفت. بر طبق سخنان مسعودی مورخ قرن چهارم در سرزمین فارس طایفه‌ای به نام پارسیان زندگی می‌کرده‌اند که بازماندگان همان رم کاریان بوده‌اند. آنها در زمان آل‌بویه به دو گروه پاساری و بساسیری تقسیم گشته و به ترتیب ضمیمهٔ ایل عرب خمسه و ایل ترک گشتند. پاساری‌ها و بساسیری‌ها در زمان فتحعلی‌شاه قاجار دوباره با یکدیگر متحد شده و ایل باصری را تشکیل دادند که تا به امروز پابرجا مانده و آن را می‌توان سرسلسله و میراث‌بان فرهنگ و تمدن هخامنشی‌ها و کاریان دانست.